# Екопарк Шархабіль бін Хасне
Екопарк Шархабіль бін Хасне — це природний заповідник на півночі Йорданії, яким керує Friends of the Earth Middle East. На початку 2000-х років Friends of the Earth Middle East (FoEME) склали карту території, визначивши загрози для навколишнього середовища, і отримали 11 гектарів (110 дунумів) землі від Управління долини Йордану, яка включає дамбу Зіклаб. Екопарк був створений у 2004 році, коли групи волонтерів почали прибирати сміття з території та висаджувати місцеві рослини та дерева. Офіційне відкриття парку відбулося 12 квітня 2011 року під патронатом принца Хасана бін Талала. Крім того, були присутні йорданські представники та сенатори, а також європейський посол у Йорданії. На додаток до екологічної реставрації Friends of the Earth Middle East створили туристичну інфраструктуру, включаючи будиночки, центр прийому гостей, конференц-зал, місце для пікніка, кемпінг і кілька стежок. Інфраструктура підтримується проєктами сталого використання енергії та води, включаючи систему очищення стічних вод, сонячну енергію та енергоефективні прилади. Парк також спонсорує екологічні освітні заходи та семінари.